# ロバート・シャーリー (1692-1714)

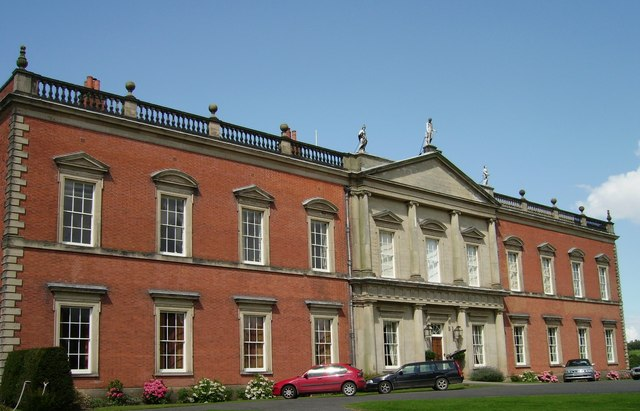
タムワース子爵が生まれたストーントン・ハロルド・ホール、2007年撮影。

タムワース子爵ロバート・シャーリー（英語: Robert Shirley, Viscount Tamworth、1692年12月28日 – 1714年7月5日）は、グレートブリテン王国の政治家。1713年から1714年まで庶民院議員を務めた。1711年から1714年までタムワース子爵の儀礼称号を使用した。

## 生涯
ロバート・シャーリー閣下（1699年2月25日没、第14代チャートリーのフェラーズ男爵ロバート・シャーリーの長男）とアン・フェラーズ（Anne Ferrers、1698年3月没、サー・ハンフリー・フェラーズの娘）の長男として、1692年12月28日にストーントン・ハロルドで生まれ、1693年1月9日に同地で洗礼を受けた。1698年3月に母が死去すると、タムワース城やウォルトン＝オン＝トレントなどの地所を継承した。これらの地所は1688年時点で毎年約2,000ポンドの収入が得られるという。1699年2月25日に父が死去すると、祖父の法定推定相続人になり、1711年に祖父がフェラーズ伯爵に叙されると、シャーリーはその法定推定相続人としてタムワース子爵の儀礼称号を使用した。
1713年イギリス総選挙でトーリー党候補としてレスターシャー選挙区から出馬した。タムワース子爵の出馬は1713年1月に決定され、それが発表されるとホイッグ党から初代ハーバラ伯爵ベネット・シェラードと第3代準男爵サー・ギルバート・ピッカーリングが出馬すると噂されたが、第4代準男爵サー・ジョージ・ボーモントによると、タムワース子爵とその支持者がホイッグ党員にお金を「浴びせて」（ply’d）立候補を取りやめさせた。これによりタムワース子爵は無投票で当選した。
議会では1714年6月22日に関税に関する議案で投票集計係を務めたが、直後の7月5日に天然痘により生涯未婚のまま死去、21日にストーントン・ハロルドで埋葬された。父に先立って死去したため、爵位を継承することはなかった。母から継承した領地は妹エリザベスが継承した。